# (7870) 1987 UP2
1987 يو بي 2 (ويعرف أيضًا باسم (7870) 1987 يو بي 2 وفق تسمية الكوكب الصغير) (بالإنجليزية: 1987 UP2)‏ هو كويكب ضمن حزام الكويكبات؛ وترتيبه 7870 من حيث الاكتشاف.
اكتُشف هذا الجُرم الفلكي بواسطة Poul Jensen (astronomer) ‏ في 25 أكتوبر 1987.

## وصلات خارجية
- (7870) 1987 UP2 في قاعدة بيانات مختبر الدفع النفاث لأجرام النظام الشمسي الصغيرة

- الاكتشاف · مخطط المدار ·  العناصر المدارية · المعلمات المادية

- (7870) 1987 UP2 على موقع ويكي سكاي: DSS2, SDSS, GALEX, IRAS, Hydrogen α, X-Ray, Astrophoto, Sky Map, Articles and images